# 小行星5721
小行星5721是一颗围绕太阳公转的小行星。1984年9月18日，亨利·德波鸿诺在拉西拉天文台发现了此天体。
这颗小行星的绝对星等为248.1580343212532等。